# 5420 Янсіс
5420 Янсіс (5420 Jancis) — астероїд головного поясу, відкритий 15 травня 1982 року.
Тіссеранів параметр щодо Юпітера — 3,321.